# 녹도
녹도(鹿島)는 대한민국 충청남도 보령시 오천면 녹도리에 있는 섬이다.

## 녹도항
녹도항은 충청남도 보령시 오천면 녹도리, 녹도 섬에 있는 지방어항이다.